# Джеммелл, Брюс
Брюс Джеммелл (Bruce Gemmell род. 12 ноября 1960 года) — американский тренер по плаванию - трижды становился тренером года по версии USA Swimming и Американской ассоциации тренеров по плаванию (ASCA) - в 2013, 2014 и 2015 годах. Он входил в тренерский штаб сборной США на Олимпийских играх 2016 года, на нескольких взрослых и юниорских чемпионатах мира.

## Биография
Брюс Джеммелл более полувека в плавании как спортсмен, тренер и отец двух пловцов. В 1980-х годах он выступал за Мичиганский университет, где в 1982 году стал чемпионом конференции Big Ten в комплексном плавании на 400 метров. Участвовал в отборочных соревнованиях на в 1980 и 1984 годах.
После завершения карьеры спортсмена Джеммелл сосредоточился на тренерской работе. Он стал одним из ведущих тренеров в США, возглавив клуб Nation’s Capital Swim Club (NCAP) в Вашингтоне (округ Колумбия). Под его руководством клуб неоднократно признавался лучшей командой по возрастным группам и на протяжении 12 лет подряд обладал золотым статусом USA Swimming. Среди воспитанников Джеммелла — олимпийская чемпионка и многократная рекордсменка мира Кэти Ледеки.
Трижды — в 2013, 2014 и 2015 годах — Брюс Джеммелл удостаивался звания Тренер года по версии USA Swimming и Американской ассоциации тренеров по плаванию. В 2016 году он входил в тренерский штаб национальной сборной США на Олимпийских играх в Рио-де-Жанейро, также работал на ряде чемпионатов мира и юниорских мировых первенств.
Джеммелл известен индивидуализированным подходом к подготовке спортсменов, вниманием к технике, балансу и эффективности движений. В основе его методики — работа с энергетическими зонами, рациональное распределение нагрузки, развитие как выносливости, так и скорости. Он уделяет большое внимание психологической подготовке и формированию установок на рост и преодоление неудач.
Помимо тренерской деятельности, Брюс Джеммелл - инженер и изобретатель, владеет более чем 11 патентами в США.
Семья Джеммелла также тесно связана с плаванием: его сын Эндрю Джеммелл представлял США на Олимпийских играх 2012 года, а дочь Эрин Джеммелл прошла квалификацию на Олимпиаду 2024 года.

## Известные ученики
Кэти Ледеки - 9-кратная олимпийская чемпионка, 21-кратная чемпионка мира (в том числе 16 раз на индивидуальных дистанциях). 5 раз признавалась лучшей пловчихой года.
Джек Конгер - олимпийский чемпион в эстафете 4×200 м вольным стилем на Олимпийских играх 2016 в Рио-де-Жанейро. Многократный чемпион и призёр чемпионатов мира.
Эндрю Джеммелл - чемпион мира, участник Олимпийских игр 2012 года.
Майкл Макбрум - призер чемпионата мира, экс-рекордсмен США.

## Достижения и награды
- Участник отборочных турниров США на Олимпийские игры (1980  и 1984)
- Главный тренер Nation’s Capital Swim Club с 2012 года
- Главный тренер самой титулованной пловчихи, Кэти Ледеки, с 2012 по 2016 год (5 золотых олимпийских медалей, 14 золотых медалей чемпионатов мира, рекордсменка мира на дистанциях 400, 800 и 1500 метров вольным стилем)
- Главный тренер сборной США на юниорском чемпионате мира FINA 2017 года
- Ассистент тренера женской олимпийской сборной 2016 года
- Трижды признавался тренером года ASCA (2013-15)
- Трижды признавался тренером года по версии USA Swimming Golden Goggle (2013-15)
- Десять раз входил в тренерский штаб национальной сборной США
- Тринадцать раз входил в тренерский штаб юниорской национальной сборной США
- Главный тренер юниорской сборной США по плаванию на открытой воде (2012)
- Ассистент тренера сборной на Тихоокеанском чемпионате (2014)
- Ассистент тренера сборной на чемпионате мира (2013 и 2015)
- Ассистент тренера юниорской сборной на Тихоокеанском чемпионате (2010)
- Тренер 5-го уровня ASCA [4][9]